# U-511
| U-511                                                                                                | U-511 | U-511 |
| --- | --- | --- |
| U 511                                                                                                | | |
| | | |
| Японський (колишній німецький U-511) підводний човен Ro-500. 24 липня 1943                           | | |
| Верф                                                                                                 | Deutsche Schiff- und Maschinenbau, Гамбург | Deutsche Schiff- und Maschinenbau, Гамбург |
| Під прапором                                                                                         | Третій Рейх Японська імперія | Третій Рейх Японська імперія |
| Належність                                                                                           | Крігсмаріне · Імперський флот Японії | Крігсмаріне · Імперський флот Японії |
| Порт приписки                                                                                        | Штеттін Лор'ян Пінанг | Штеттін Лор'ян Пінанг |
| Замовлення                                                                                           | 20 жовтня 1939 | 20 жовтня 1939 |
| Закладений                                                                                           | 21 лютого 1941 | 21 лютого 1941 |
| Спуск на воду                                                                                        | 22 вересня 1941 | 22 вересня 1941 |
| Введений до складу флоту                                                                             | 8 грудня 1941 | 8 грудня 1941 |
| Переданий                                                                                            | 16 вересня 1943 | 16 вересня 1943 |
| На службі                                                                                            | 1941—1945 | 1941—1945 |
| Сучасний статус                                                                                      | 30 квітня 1946 року потоплений у затоці Майдзуру | 30 квітня 1946 року потоплений у затоці Майдзуру |
| Бойовий досвід                                                                                       | Друга світова війна Битва за Атлантику | Друга світова війна Битва за Атлантику |
| Проєкт                                                                                               | | |
| Тип ПЧ                                                                                               | великий океанський торпедний ДПЧ | великий океанський торпедний ДПЧ |
| Основні характеристики                                                                               | | |
| Швидкість (надводна)                                                                                 | 18,2 вузла (33,7 км/год) | 18,2 вузла (33,7 км/год) |
| Швидкість (підводна)                                                                                 | 7,3 (13,5 км/год) | 7,3 (13,5 км/год) |
| Робоча глибина занурення                                                                             | 100 м | 100 м |
| Гранична глибина занурення                                                                           | 230 м | 230 м |
| Дальність плавання                                                                                   | 64 милі (119 км) на швидкості 4 вузли (7,4 км/год) (у підводному положенні) 13 450 морських миль (24 910 км на швидкості 10 вузлів (19 км/год) (у надводному положенні) | 64 милі (119 км) на швидкості 4 вузли (7,4 км/год) (у підводному положенні) 13 450 морських миль (24 910 км на швидкості 10 вузлів (19 км/год) (у надводному положенні) |
| Екіпаж                                                                                               | 48 офіцерів та матросів | 48 офіцерів та матросів |
| Розміри                                                                                              | | |
| Довжина найбільша (по КВЛ)                                                                           | 76,76 м | 76,76 м |
| Ширина корпусу найб.                                                                                 | 6,76 м | 6,76 м |
| Висота                                                                                               | 9,6 м | 9,6 м |
| Середня осадка (по КВЛ)                                                                              | 4,7 м | 4,7 м |
| Водотоннажність надводна                                                                             | 1120 т | 1120 т |
| Водотоннажність підводна                                                                             | 1232 т | 1232 т |
| Силова установка                                                                                     | | |
| Дизель-електрична: 2 дизельні двигуни MAN M 9 V 40/46 2 електродвигуни Siemens-Schuckert 2 GU 345/34 | | |
| Гвинти                                                                                               | 2 | 2 |
| Потужність                                                                                           | 2 × 2 200 к.с. (дизелі) 2 × 740 к.с. (електродвигуни) | 2 × 2 200 к.с. (дизелі) 2 × 740 к.с. (електродвигуни) |
| Озброєння                                                                                            | | |
| Артилерія                                                                                            | 1 × 105-мм палубна гармата SK C/32 | 1 × 105-мм палубна гармата SK C/32 |
| Торпедно- мінне озброєння                                                                            | 4 носових і 2 кормових ТА; 24 торпеди або 48 мін TMA чи TMB | 4 носових і 2 кормових ТА; 24 торпеди або 48 мін TMA чи TMB |
| ППО                                                                                                  | 1 × 37-мм зенітна гармата SKC/30 2 (1 × 2) × 20-мм зенітні гармати FlaK 30                                                                                              | 1 × 37-мм зенітна гармата SKC/30 2 (1 × 2) × 20-мм зенітні гармати FlaK 30                                                                                              |

U-511 — німецький великий океанський підводний човен типу IXC, що входив до складу Військово-морських сил Третього Рейху за часів Другої світової війни. Закладений 21 лютого 1941 року на верфі Deutsche Schiff- und Maschinenbau у Гамбурзі під будівельним номером 307. Спущений на воду 22 вересня 1941 року, а 8 грудня 1941 року корабель увійшов до складу ВМС нацистської Німеччини.

## Історія служби
U-511 належав до серії німецьких підводних човнів типу IXC, великих океанських човнів, призначених діяти на морських комунікаціях противника на далеких відстанях у відкритому океані. Човнів цього типу було випущено 54 одиниці і вони дуже успішно та результативно проявили себе в ході бойових дій в Атлантиці. 8 грудня 1941 року U-511 розпочав службу у складі 4-ї навчальної флотилії, а з 1 серпня 1942 року переведений до бойового складу 10-ї флотилії ПЧ Крігсмаріне.
З липня 1942 року і до серпня 1943 року U-511 здійснив 4 бойових походи в Атлантичний океан, в яких провів 270 днів. Човен потопив 5 торгових суден (41 373 GRT) та 1 судно пошкодив (8 773 GRT).
Після прийняття на озброєння Імперського флоту Японії як Ro-500 (呂500), у вересні 1943 року він був досліджений групою японських військово-морських інженерів. Декілька елементів конструкції типу IXC пізніше були включені в конструкцію японських ПЧ класу I-201. Німецький екіпаж човна навчив японський персонал поводженню з ним, а потім наприкінці вересня відправився на Пінанг. Починаючи з листопада 1943 року, Ro-500 був приписаний до Військово-морської школи підводних човнів у Такей як навчальний корабель.
У травні 1944 року Ro-500 був приписаний до 33-го дивізіону підводних човнів разом з Ro-62, Ro-63 і Ro-64. Того ж місяця Ro-500 брав участь у випробуваннях протичовнових засобів боротьби з пікіруючими бомбардувальниками 634-ї морської авіагрупи. З липня 1944 року по травень 1945 року він використовувався в навчальних цілях у військово-морському окрузі Куре, після чого був перепризначений до 51-ї ескадрильї разом з Ro-68 і відправлений з Куре на військово-морську базу Майдзуру. До кінця війни Ro-500 перебував на Майдзуру, допомагаючи тренувати екіпажі в протичовновій боротьбі, імітуючи американський підводний човен. Після капітуляції Японії екіпаж Ro-500 на чолі з лейтенантом Ясухіса Ямамото приєднався до повстанців, які хотіли продовжити війну проти Радянського Союзу. 18 серпня 1945 року човен вийшов з Майдзуру, але штаб 6-го флоту зв'язався з екіпажем, і того ж дня Ro-500 повернувся на базу.
30 квітня 1946 року Ro-500 був потоплений ВМС США у затоці Майдзуру разом з японськими підводними човнами I-121 та Ro-68.

## Командири
- капітан-лейтенант Фрідріх Штайнгофф (8 грудня 1941 — 17 грудня 1942)
- капітан-лейтенант Фріц Шневінд (18 грудня 1942 — 20 листопада 1943)

## Перелік уражених U-511 суден у бойових походах
| №                                                           | Дата           | Командир ПЧ              | Назва               | Тип                | Належність      | Водотоннажність (брт) | Вантаж                                                                                   | Конвой        | Результат та координати                                                 | Наслідки атаки для екіпажу     | Прим.                 |
| ----------------------------------------------------------- | -------------- | ------------------------ | ------------------- | ------------------ | --------------- | --------------------- | ---------------------------------------------------------------------------------------- | ------------- | ----------------------------------------------------------------------- | ------------------------------ | --------------------- |
| Перший похід (16.07—29.08.1942, 76 діб; Кіль—Лор'ян)        |                |                          |                     |                    |                 |                       |                                                                                          |               |                                                                         |                                |                       |
| 1                                                           | 27 серпня 1942 | Kptlt. Фрідріх Штайнгофф | Esso Aruba          | танкер             | США             | 8 773                 | 104 170 барелів дизельного пального                                                      | Конвой TAW 15 | пошкоджений 18°09′ пн. ш. 74°38′ зх. д. / 18.150° пн. ш. 74.633° зх. д. | 60 (усі вціліли)               |                       |
| 2                                                           | 27 серпня 1942 | Kptlt. Фрідріх Штайнгофф | Rotterdam           | танкер             | Нідерланди      | 8 968                 | 11 364 тонни бензину                                                                     | Конвой TAW 15 | потоплений 18°09′ пн. ш. 74°38′ зх. д. / 18.150° пн. ш. 74.633° зх. д.  | 48 (10 загинули та 38 вціліли) |                       |
| 3                                                           | 27 серпня 1942 | Kptlt. Фрідріх Штайнгофф | San Fabian          | танкер             | Велика Британія | 13 031                | 18 000 тонн мазуту                                                                       | Конвой TAW 15 | потоплений 18°09′ пн. ш. 74°38′ зх. д. / 18.150° пн. ш. 74.633° зх. д.  | 59 (26 загинули та 33 вціліли) |                       |
| Третій похід (31.12.1942—08.03.1943, 68 діб; Лор'ян—Лор'ян) |                | Kptlt. Фрідріх Штайнгофф |                     |                    |                 |                       |                                                                                          |               |                                                                         |                                |                       |
| 4                                                           | 9 січня 1943   | Kptlt. Фріц Шневінд      | William Wilberforce | суховантажне судно | Велика Британія | 5 004                 | 5054 тонни західноафриканської продукції, включаючи ядра пальми, пальмову олію та каучук |               | потоплено 29°20′ пн. ш. 26°53′ зх. д. / 29.333° пн. ш. 26.883° зх. д.   | 63 (3 загинули та 60 вціліли)  |                       |
| Четвертий похід (10.05—17.08.1943, 90 діб; Лор'ян—Куре)     |                | Kptlt. Фріц Шневінд      |                     |                    |                 |                       |                                                                                          |               |                                                                         |                                |                       |
| 5                                                           | 27 червня 1943 | Kptlt. Фріц Шневінд      | Sebastian Cermeno   | суховантажне судно | США             | 7 194                 | баласт                                                                                   |               | потоплено 29°00′ пд. ш. 50°10′ сх. д. / 29.000° пд. ш. 50.167° сх. д.   | 74 (5 загинули та 69 вціліли)  | судно класу «Ліберті» |
| 6                                                           | 9 липня 1943   | Kptlt. Фріц Шневінд      | Samuel Heintzelman  | суховантажне судно | США             | 7 176                 | 5644 тонни боєприпасів та вантажів загального призначення                                |               | потоплено 09°00′ пд. ш. 81°00′ сх. д. / 9.000° пд. ш. 81.000° сх. д.    | 75 (усі загинули)              | судно класу «Ліберті» |